# 富裕税
富裕税（ふゆうぜい、英語: wealth tax）とは、資本課税の1つで、総資産から総負債を差し引いた純資産に対して課税する税金のことである。

## 概要
富裕層の純資産に対して、毎年課税を行うことにより、富の偏在を是正することを目ざしている。一方で資本の国外逃避や頭脳流出が生じ、最終的に租税収入が減少すること等の反対論がある。
この税を実施している国はスイス、オランダ、ノルウェー、インド等で、ヨーロッパが中心である。一方、この種の課税を廃止した国もあり、オーストリア、デンマーク、ドイツが1997年、スウェーデンが2007年、スペインが2008年、フランスが2015年に「75%富裕税」（フランソワ・オランド大統領が導入し、100万ユーロ以上の資産が対象））、そして2018年にエマニュエル・マクロン大統領により130万ユーロ以上の資産に0.55〜1.8%課される富裕連帯税が廃止されて不動産への課税に移行した。
なお、ドイツが廃止したのは、ドイツ連邦憲法裁判所が、その判決で、現状は不動産とそれ以外の資産で評価が公平でないため違憲状況にあり、また税率にも一定の限度があると判断した結果である。

## 日本の富裕税導入と廃止
戦後、所得税の最高税率が75%と高い水準にあった日本では、インフレーション利得者等へ累進課税するためとして、1947年（昭和22年）に最高税率がさらに85%に増税されていた。1949年（昭和24年）のシャウプ勧告は、このように高い税率は勤労意欲にマイナスがある等として、所得税の最高税率を下げ、それを補うための補完税として富裕税を導入するように勧告した。この結果、1950年（昭和25年）に所得税の最高税率が55%に抑えられ、同時に0.5〜3%の累進税率で富裕税が導入された。
しかし、富裕税は税収総額が多くなく、資産の包括的把握の税務執行上の問題が浮上したため、1953年（昭和28年）に廃止され、代わりに所得税の最高税率が65%にされた。

## 備考
『シャウプ勧告』の報告書にあった税目は、原文では「net worth tax」であった。内容からいけば"財産税"であるが、1946年に導入された「財産税」が封鎖預金の騒ぎを起こしたため、対応した池田勇人大蔵大臣がこれを避けて、辞書で代わりになる言葉を調べ、最初「富有税」としたが、柿の名前のようなので"有"にあたる字を調べると"裕"を見つけ「富裕税」と命名した。